# Whitehall

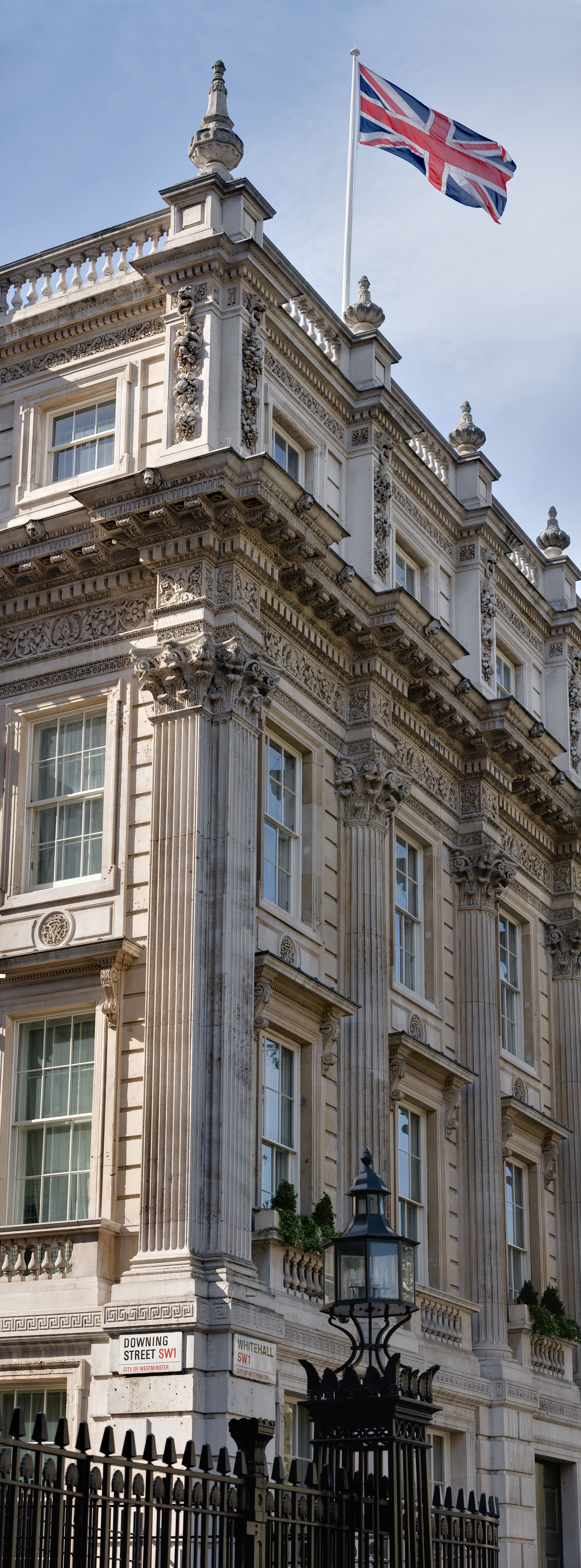
Ngã tư phố Downing và Whitehall

Whitehall là một con đường ở thành phố Westminster, ở trung tâm London, mà tạo thành phần đầu tiên của đường A3212 từ quảng trường Trafalgar đến Chelsea. Đây là đường chính chạy theo hướng nam từ địa điểm của Charing Cross gốc ở cuối phía nam của quảng trường Trafalgar về phía quảng trường Nghị viện. Được công nhận là trung tâm của bà Chính phủ Hoàng gia, đường phố này là nơi có cơ quan chính phủ và các Bộ; tên "Whitehall" do đó, cũng thường được sử dụng như là một hoán dụ cho chính quyền trung ương của chính phủ Anh, cũng như là một tên địa lý của khu vực xung quanh.
Tên gọi được lấy từ Cung điện Whitehall lớn đã nằm ở khu vực này trước khi nó bị hỏa hoạn phá hủy bởi trong năm 1698. Whitehall ban đầu là một con đường rộng dẫn vào phía trước của cung điện. Quảng trường Trafalgar được xây dựng ở cực bắc của nó trong những năm đầu thế kỷ 19. Phần phía nam giữa quảng trường Nghị viện và Downing Street được đặt tên phố Nghị viện. Kết hợp lại, phố Nghị viện Whitehall bao gồm một khoảng cách khoảng 0,6 dặm (1 km).
Whitehall cũng được biết đến rộng rãi cho một số tượng đài tưởng niệm và di tích, trong đó có đài tưởng niệm chiến tranh chính của Anh, Cenotaph.